# 周湾水库
周湾水库是中国陕西省延安市吴起县境内的一座水库，位于石拐子河上，建于1976年。水库正常库容为5000万立方米，集雨面积为119平方千米，海拔为514米。